# Prinzessin von Zweeloo
Prinzessin von Zweeloo ist die heutige Bezeichnung einer wohlhabenden Dame des 5. Jahrhunderts, deren Grab 1952 bei Ausgrabungen eines Gräberfeldes im niederländischen Zweeloo gefunden wurde. Die Prinzessin von Zweeloo wird im Drents Museum in Assen aufbewahrt.
Die Prinzessin von Zweeloo ist nicht zu verwechseln mit der eisenzeitlichen Moorleiche der Frau von Zweeloo, deren Überreste 1951 im Juffersveen gefunden wurde.

## Geschichte
Auf das Grab Nr. 87 stieß man bei Sandabbauarbeiten. Als klar wurde, dass eine besondere Bestattung vorlag, wurde der Befund einem Labor übertragen. Bei der Freipräparation wurden mehrere Schmuckstücke geborgen, darunter zwei silberne Schalenfibeln mit goldenen Pressblechen und eine gleichschenklige, silbervergoldete Kerbschnittfibel. Im Hüftbereich lagen etwa 30 große Glasperlen, eine Bernsteinperle 10 Bronzeringe und eine Bronzescheibe, die vermutlich den Gürtel der Dame bildeten. Im Brustbereich trug sie Ketten mit Bernsteinperlen, ein silbernes Toilettebesteck und einen Biberzahn. Weiterhin fand man einen bronzenen Armring zwei große bronzene Schlüssel, mehrere kleine Metallobjekte sowie ein Keramikgefäß, das neben ihrem Kopf stand. Alle Grabbeigaben zusammen zeigen, dass sie eine sehr wohlhabende Dame war. Die an Metallobjekten ankorrodierten Textilreste zeigen sehr feine Leinengewebe in Diamantköperbindung mit bis zu 18 Fäden je Zentimeter.
Die Datierung in die 1. Hälfte bis 3. Viertel des 5. Jahrhunderts erfolgte typologisch anhand der Grabbeigaben.

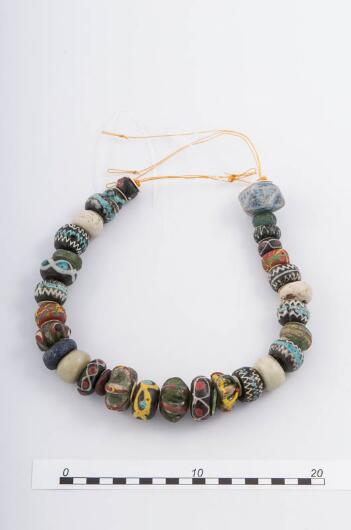
Glasperlen aus dem Grab
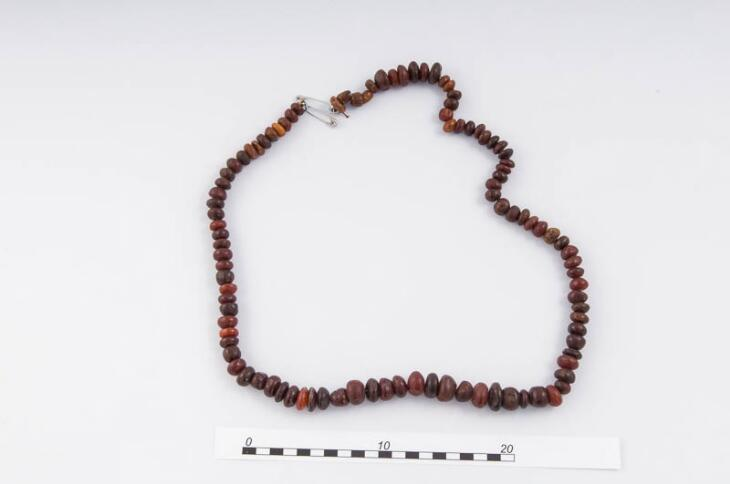
Kette aus Bernsteinperlen
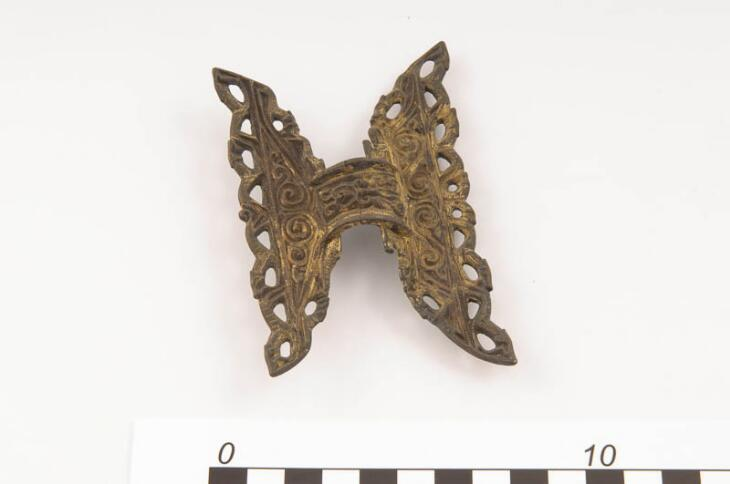
Schmetterlings-verschluss aus vergoldeter Bronze

Ihr Grab gehört zu einer Gruppe von sechs menschlichen Gräbern und sechs Pferdegräbern aus dem gleichen Zeitraum innerhalb einer größeren Ausgrabungsstätte. Diese Gräbergruppe ist jedoch nicht vollständig, da direkt daneben Sand abgebaut wurde. Zu dem Gräberfeld gehören auch Brandgrubengräber aus römischer Zeit.

## Trivia
Der Fund der Prinzessin von Zweeloo inspirierte die niederländische Schriftstellerin Miep Diekmann zu ihrem 1981 erschienenen Roman Die Prinzessin von Zweeloo.